# علي عبد الله حسن
علي عبد الله علي عبد الله الشرقاوي (ولد في 24 يونيو 1995 في المنامة، البحرين) لاعب كرة قدم بحريني يجيد اللعب في مركز الجناح الأيمن. يلعب حاليا لصالح الخالدية الذي ينافس في الدوري البحريني الممتاز منذ 2022.

## المسيرة الرياضية

### الأندية
في 1 يوليو 2013 تم تصعيد عبد الله إلى الفريق الأول بنادي الرفاع الشرقي. في بداية موسمه الأول 2013-2014 وفي بطولة دوري الدرجة الثانية ساهم في تتويج فريقه بالبطولة بعدما تصدر الترتيب بفارق 6 نقاط عن وصيفه البحرين وصعد إلى الدوري الممتاز ويالتالي حقق عبد الله أولى بطولاته الشخصية. وفي بطولة كأس ملك البحرين ساهم في تتويج فريقه بالبطولة بعدما تغلب في المباراة النهائية على البسيتين 2-1 ليحقق عبد الله ثاني بطولاته الشخصية.
في موسمه الثاني 2014-2015 وفي بطولة الدوري الممتاز ساهم في احتلال فريقه المركز الرابع بفارق 7 نقاط عن البطل المحرق. وفي بطولة كأس ملك البحرين خرج من مباراته الأولى عندما خسر في الدور الثمن النهائي من البسيتين 3-4. وفي بطولة كأس السوبر البحريني ساهم في تتويج فريقه بالبطولة بعدما تغلب على الرفاع بركلات الترجيح ليحقق عبد الله ثالث بطولاته الشخصية. وفي بطولة كأس الخليج للأندية ساهم في وصول فريقه إلى الدور الربع النهائي عندما خسر خارج أرضه من الشباب الإماراتي 1-3.
في موسمه الثالث 2015-2016 وفي بطولة الدوري الممتاز ساهم في احتلال فريقه المركز الخامس بفارق نقطتين عن منطقة الهبوط. وفي بطولة كأس ملك البحرين خرج من مباراته الأولى عندما خسر في الدور 16 من المنامة بركلات الترجيح. وفي بطولة كأس الاتحاد البحريني ساهم في وصول فريقه إلى الدور النصف النهائي عندما خسر من الأهلي 0-1.
في موسمه الرابع 2016-2017 وفي بطولة الدوري الممتاز ساهم في احتلال فريقه المركز السادس بفارق 6 نقاط عن منطقة الهبوط. وفي بطولة كأس ملك البحرين خرج من مباراته الأولى عندما خسر في الدور 16 من الحد 0-4. وفي بطولة كأس الاتحاد البحريني فشل فريقه في التأهل إلى الدور النصف النهائي بعدما احتل المركز السابع في المجموعة الثانية بفارق 7 نقاط عن صاحب المركز الثاني البحرين.
في موسمه الخامس 2017-2018 وفي بطولة الدوري الممتاز ساهم في احتلال فريقه المركز الثامن بفارق نقطتين عن منطقة الأمان وبالتالي انتقل إلى ملحق البقاء وواجه صاحب المركز الثاني في الدرجة الثانية البسيتين واستطاع المساهمة في التغلب عليه 3-2 في مجموع المباراتين. وفي بطولة كأس ملك البحرين خرج من المرحلة الأولى عندما خسر في الدور 16 من المحرق 1-2 في مجموع المباراتين.
في موسمه السادس والأخير 2018-2019 وفي بطولة الدوري الممتاز ساهم في احتلال فريقه المركز السادس بفارق 10 نقاط عن منطقة الهبوط. وفي بطولة كأس ملك البحرين ساهم في وصول فريقه إلى الدور الربع النهائي عندما خسر من الحد 0-2 في مجموع المباراتين. وفي بطولة كأس الاتحاد البحريني ساهم في تتويج فريقه بالبطولة بعدما تغلب في المباراة النهائية على الأهلي 3-1 ليحقق عبد الله رابع بطولاته مع الأندية.
في 1 يوليو 2019 انتقل عبد الله من الرفاع الشرقي إلى الحد البحريني (الدوري الممتاز) في صفقة انتقال حر. في موسمه الأول 2019-2020 وفي بطولة الدوري الممتاز ساهم في تتويج فريقه بالبطولة بعدما تصدر الترتيب بفارق نقطة واحدة عن وصيفه المحرق وليحقق عبد الله خامس بطولاته مع الأندية. وفي بطولة كأس ملك البحرين ساهم في وصول فريقه إلى المباراة النهائية حينها خسر من المحرق 0-1. وفي بطولة كأس الاتحاد البحريني ساهم في وصول فريقه إلى الدور النصف النهائي حينها خسر من المحرق 1-3.
في موسمه الثاني 2020-2021 وفي بطولة الدوري الممتاز ساهم في احتلال فريقه المركز الخامس بفارق 18 نقطة عن البطل الرفاع. وفي بطولة كأس ملك البحرين ساهم في وصول فريقه إلى الدور النصف النهائي حينها خسر من الأهلي بركلات الترجيح. وفي بطولة كأس الاتحاد البحريني فشل فريقه في التأهل إلى الدور النصف النهائي عندما احتل المركز الرابع في المجموعة الأولى بفارق 6 نقاط عن المتصدر الرفاع الشرقي. وفي بطولة كأس الاتحاد الآسيوي فشل فريقه في التأهل إلى الدور النصف النهائي لغرب آسيا بعدما احتل المركز الثالث الأخير في المجموعة الأولى بفارق 3 نقاط عن المتصدر العهد اللبناني.
في موسمه الثالث والأخير 2021-2022 وفي بطولة الدوري الممتاز ساهم في احتلال فريقه المركز التاسع قبل الأخير بفارق 4 نقاط عن منطقة الأمان فانتقل إلى ملحق البقاء واستطاع تصدر الملحق والبقاء في الدوري الممتاز. وفي بطولة كأس ملك البحرين ساهم في وصول فريقه إلى الدور الربع النهائي حينها خسر من الخالدية 0-3. وفي بطولة كأس الاتحاد البحريني ساهم في وصول فريقه إلى المباراة النهائية حينها خسر من المحرق بركلات الترجيح.
في 1 يوليو 2022 انتقل عبد الله من الحد إلى الخالدية البحريني (الدوري الممتاز) في صفقة انتقال حر. في موسمه الأول 2022-2023 وفي بطولة الدوري الممتاز ساهم في تتويج فريقه بالبطولة بعدما تصدر الترتيب بفارق نقطة واحدة عن وصيفه المنامة ليحقق عبد الله سادس بطولاته مع الأندية. وفي بطولة كأس ملك البحرين خرج فريقه من مباراته الأولى عندما خسر في الدور 16 من سترة بركلات الترجيح. وفي بطولة كأس السوبر البحريني ساهم في تتويج فريقه بالبطولة بعدما تغلب على الرفاع بهدفين نظيفين ليحقق عبد الله سابع بطولاته مع الأندية. وفي بطولة كأس الاتحاد البحريني ساهم في وصول فريقه إلى المباراة النهائية حينها خسر من الأهلي بركلات الترجيح.

## الإنجازات
- الرفاع الشرقي (4)
  - دوري الدرجة الثانية (1): 2014/2013
  - كأس ملك البحرين (1): 2014/2013
  - كأس السوبر البحريني (1): 2014
  - كأس الاتحاد البحريني (1): 2019/2018
- الحد (1)
  - الدوري البحريني الممتاز (1): 2020/2019
- الخالدية (1)
  - الدوري البحريني الممتاز (1): 2023/2022